# Slottsmöllans tegelbruk

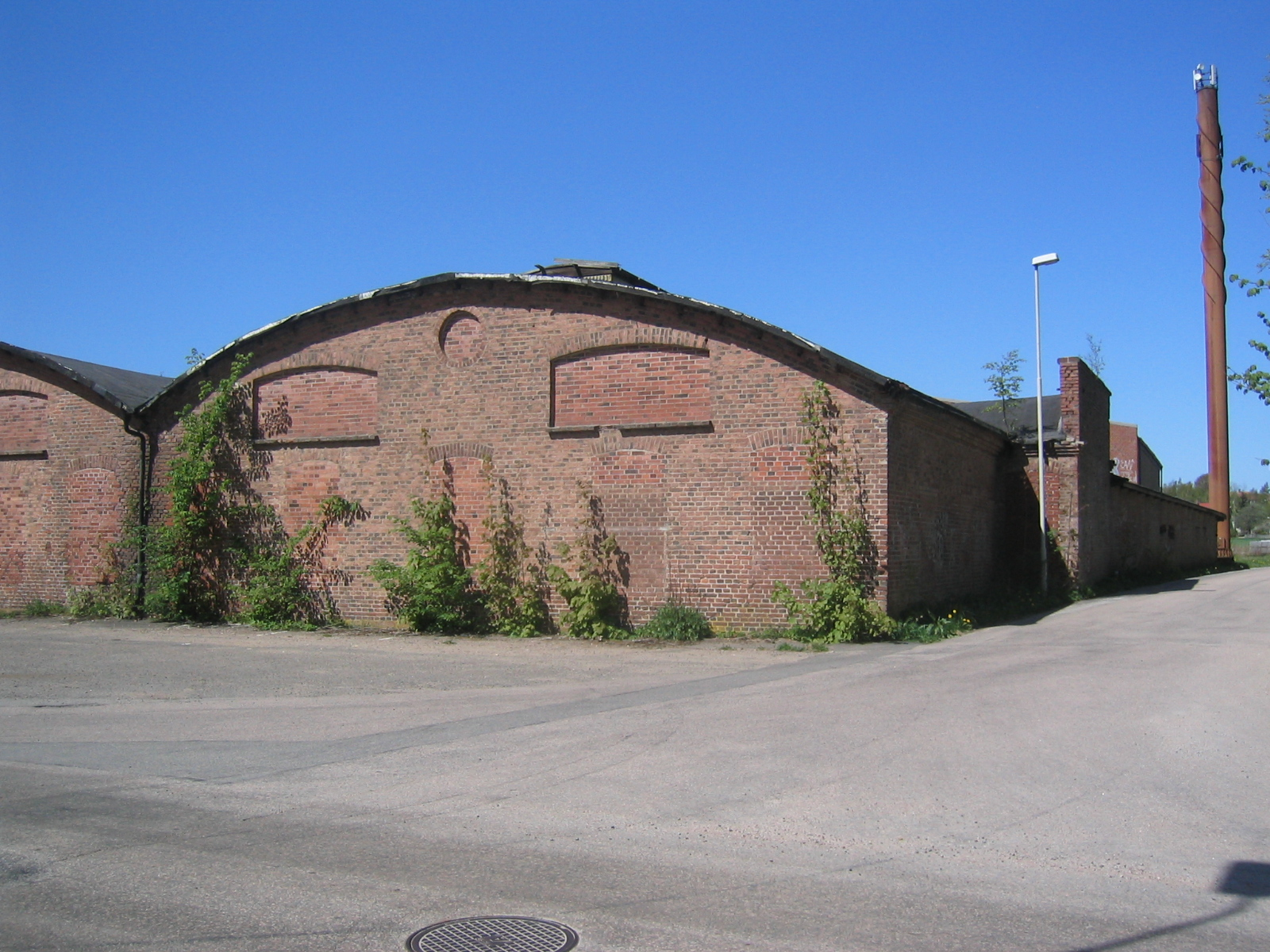
Del av Slottsmöllans tegelbruk. 2007

Slottsmöllans tegelbruk var ett tegelbruk i Halmstad i Halland.
Isak Reinhold Wallberg flyttade till Halmstad 1823 och grundade ett färgeri och började även tillverka kläder till armén. År 1840 byggde han en ny fabrik vid Hamngatan vid Nissan, där senare Hotell Svea inrymdes. Lokalerna blev efter några år för små, och han fick bygga nytt igen. År 1850 tillträdde sönerna Isak och Wilhelm Wallberg och fabriken flyttade norr om Halmstad till området Slottsmöllan, där en gammal kronokvarn legat vid vattenfallen. 
Fabriken behövde tegel och därför byggdes två fältugnar, en lertäkt togs upp, och det röda Slottsmölleteglet började tillverkas. År 1859 ersattes de båda fältugnarna av tre kammarflamugnar, vilka år 1880 i sin tur ersattes av en kanalugn enligt Kulls patent; denna ersattes år 1897 av en koleldad ringugn med 20 kamrar. Tegel användes inte bara till egna byggnader utan många hus i Halmstad byggdes av tegel från bruket. Fallet i Nissan användes som kraftkälla både direkt och för att generera elkraft för fabrikens maskiner.
År 1890 var tegelbruket igång april–oktober och 30 arbetare tillverkade 1,66 miljoner mursten och 31.300 tegelrör.
Isak Reinhold Wallberg dog 1852, varefter sönerna tog över, men företaget hade kapitalbrist och omorganiserades som Wallbergs Fabriks AB. Bröderna Wallberg innehade aktiemajoriteten och första bolagsstämman hölls 31 mars 1857. År 1861 brann hela textilfabriksbyggnaden ner, men en ny stod klar våren 1862. Det var en röd tegelbyggnad i en våning med takfönster och nu fanns det också kvarnbyggnad, mekanisk verkstad, smedja, bageri och arbetarbostäder. Under samma tid byggdes disponentbostaden, som idag är Montessoriskola. 

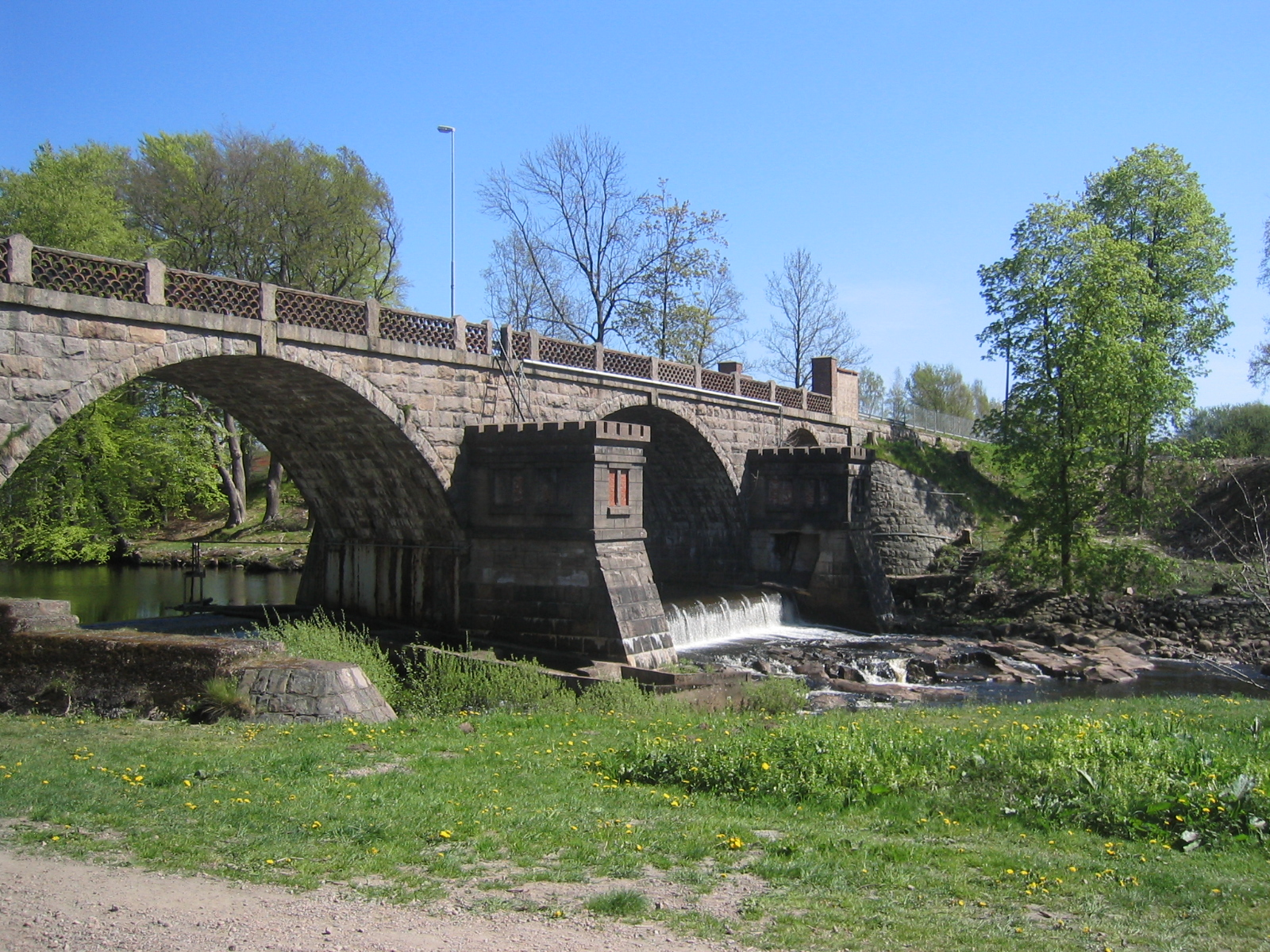
Bron över Nissan vid Slottsmöllan. 2007

År 1879 förbättrades vägen till Frennarp genom en nybyggd bro över Nissan, Slottsmöllebron,  och fabrikör Alfred Wilhelm Wallbergs (son till Isak) Villa Ekebo byggdes. År 1890 stod kontorsbyggnaden i nyrenässansstil färdig.

## Nya tegelbruket
Det gamla tegelbruket hade en kapacitet av 1,5 miljoner tegel per år. Då efterfrågan på tegel var stor, byggdes ett nytt tegelbruk som kom att användas tillsammans med det gamla.
År 1897 byggdes det nya bruket, en byggnad på 45x80 meter ritad av arkitekt O.A. Bärentz. Nya bruket fick en tunneltork som torkade tegel på 100 timmar samt två ångmaskiner och en 16-kammars ringugn med en dygnsproduktion av 15.000 tegel. Produktionen i det nya bruket började i februari 1898. Det tillverkades tegelrör och maskinslaget tegel som såldes över hela landet. År 1905 tog Alfred Wallberg över företaget efter sin far Isak. Tillverkningen av handslaget tegel återupptogs 1908, och taktegel följande år. Storstrejken 1909 drabbade också Slottsmöllan. 
År 1914 tillverkades tegel i färgerna röd, brunröd och rödgrå. Förutom murtegel tillverkades tegelrör och enkupigt falstaktegel (även brunglaserat). Tegelbrukets lergrav var detta år 20 meter djup.
Fram till och med 1917 hade tegelbruket tillverkat 32,85 miljoner handslagna fasadtegel, 22,58 miljoner maskinslagna fasadtegel, 39,43 miljoner murtegel, 1,67 miljoner formtegel, 16,9 miljoner tegelrör och 3,34 miljoner taktegel.
År 1937 tillverkade fabriken 500.000 tegelrör, 500.000 taktegel, 1 miljon murtegel i formatet 23x11x6,2 cm samt 4,5 miljoner tegel i formatet 25x 12x6,5 cm; av dessa var 1,5 milj. fasadtegel, 0,25 miljoner lättmurtegel och 0,25 miljoner högporöst lättmurtegel.
Verksamheten i tegelfabriken fortsatte under 1900-talet, men 1962 köptes det av landets största taktegelfabrik Heby Tegelverk, som sedan drev det med förlust i fyra år,innan det lades ner. Wallbergs Fabriks AB separerade  Slottsmöllans Tegelbruk från företaget 1987, då Slottsmöllan tog över Sydtegel AB. Detta gjorde att företaget blev ett av fem i Cementa Byggprodukter. Det blev inte någon större framgång och en misslyckad satsning i Tyskland gjorde att tegelfabriken lades ner 1994. fabriksbyggnaderna vid rondellen på norra infarten till Halmstad revs 2016-2017 för att göra plats åt ett nytt bostadsområde.

## Kända byggnader med Slottsmölletegel
- Engelbrektskyrkan Stockholm
- Skånegården Båstad
- Sahlgrenska sjukhuset Göteborg
- Kvarnen Tre Lejon Göteborg
- Kärra Centrum Göteborg. Slottsmöllan "Brasilia" mörkbrunt tegel. Byggt 1978-1979 och ritat av Riksbyggens Projekteringskontor i Göteborg genom Morgan Bergwall. Prisbelönt av Per och Alma Olssons fond för bästa byggnad i Göteborg 1980.[6][7]
- Berga slott Västerhaninge
- Oskarströms kyrka
- Halmstads rådhus, 1936-1938
- Sparbankshuset i Halmstad, 1912-1914
- Skånska Handelsbanken i Lund hörnet Kyrkogatan 1/Lilla Fiskaregatan 2, ritat av Carl Bergsten, 1910-1912
- Lunds tekniska högskolas ursprungliga byggnader, ritade av Klas Anshelm.